# Oospora uvarum
Oospora uvarum är en svampart som beskrevs av Karamb. 1931. Oospora uvarum ingår i släktet Oospora och familjen Erysiphaceae.   Inga underarter finns listade i Catalogue of Life.